# Argemone aenea
Argemone aenea là một loài thực vật có hoa trong họ Anh túc. Loài này được Ownbey mô tả khoa học đầu tiên năm 1958.